# Мази, Анжелина Гулермовна
Анжелина Гулермовна Мази (21 сентября 1935 — 5 мая 2008) — советская и российская театральная актриса, народная артистка Удмуртской АССР, заслуженная артистка России.

## Биография
Родилась 21 сентября 1935 года в Севастополе, в семье потомственных итальянских цирковых артистов, предки которых переехали в Россию ещё в дореволюционные годы, в советское время работали в Союзгосцирке. Когда мать с отцом и братьями уехали на Дальний Восток, она осталась с бабушкой и дядей Гулермо Мази. Позже, после развода отца с матерью, взяла фамилию и отчество дяди, который её удочерил. После окончания школы переехала к матери и начала работать с ней в цирке, но травма позвоночника не позволила продолжать цирковую деятельность. В 1959 году начала свою театральную деятельность в Драматическом театре «Омнибус» в Златоусте, где работала реквизитором и играла небольшие роли. В начале 1960 года перешла в актёрскую труппу театра. Затем выступала в Республиканском русском драматическом театре в Майкопе.
В 1968 году окончила ГИТИС (педагоги — Николай Пажитнов, Нина Михоэлс).
В 1965—2005 годах была актрисой Ижевского драматического театра им. Короленко (позже Государственный русский драматический театр Удмуртии). За 40 лет на сцене театра сыграла около сотни ролей. Работала на телевидении и радио Удмуртии.
Умерла 5 мая 2008 года.

### Семья
- Муж — актёр Владимир Дмитриевич Свечников (1938—2017), народный артист Удмуртской АССР, заслуженный артист России. Встретились в Майкопском театре в начале 1960-х годов. В 1965 году вместе переехали в Ижевск.
- Дочь — Анжела Владимировна Мази (род. 1966), радиоведущая ТРК «Моя Удмуртия»[3].
- Внук — Александр (род. 1992).

## Награды и премии
- Заслуженная артистка Удмуртской АССР (1987).
- Народная артистка Удмуртской АССР (1987).
- Заслуженная артистка России (1997)[4].

## Работы в театре
- «Матушка Кураж» Б. Брехт — Катрин
- «Необыкновенный процесс»
- «Традиционный сбор»
- «Айседора» — Айседора Дункан (моноспектакль, 1995)
- «Иркутская история» А. Н. Арбузов — Валька-кассирша
- «Дуэнья» Р. Шеридан — Доротея
- «Жанна» А. Галин — Жанна
- «Король Лир» У. Шекспир — Корделия
- «Коварство и любовь» Ф. Шиллер — Луиза
- «Дорогая Памела» Дж. Патрик — Памела
- «Мария» А. Салынского — Мария
- «Солдатская вдова» Н. Анкилова — Полина
- «Недоросль»
- «Затюканный апостол»
- «Святая святых»
- «Не верь глазам своим!»
- «Дуэнья, или День чудесных обманов»
- «Декамерон»
- «Чудак на букву „Д“»
- «Ретро»